# Tanah Merah Dajah
Tanah Merah Dajah is een bestuurslaag in het regentschap Bangkalan van de provincie Oost-Java, Indonesië. Tanah Merah Dajah telt 3923 inwoners (volkstelling 2010).